# Macedón ortodox egyház
A macedón ortodox egyház - ohridi érsekség (macedónul: Македонска православна црква – Охридска архиепископија (МПЦ-ОА), átiratban: Makedonska pravoslavna crkva – Ohridska arhiepiskopija (MPC-OA)), vagy egyszerűen macedón ortodox egyház (macedónul: Македонска православна црква (МПЦ), átiratban Makedonska pravoslavna crkva (MPC))) a macedón keresztények legnagyobb szervezete. 1967-ben az ohridi érsekség bejelentette függetlenségét a szerb ortodox egyháztól. Autokefál státuszát 2022. május 24-én a Szerb ortodox egyház is elismerte.
Az egyházat az Észak-Macedón Köztársaság állami költségvetéséből finanszírozzák és nem köteles adót fizetni az államnak.
Központjai: Szkopje és Ohrid.

## Története

Macedón kereszt - az egyház egyik szimbóluma

1967-ben a harmadik szinóduson a jelenlévők kihirdették a macedón egyház kiválását a Szerb ortodox egyházból, amit az utóbbiak nem ismertek el.
Autokefál státuszát 2022. május 24-én a szerb ortodox egyház is elismerte.